# Distretto di Chinchaypujio
Il distretto di Chinchaypujio è un distretto della provincia di Anta, in Perù.